# قطعنامه ۱۳۴ شورای امنیت
قطعنامه ۱۳۴ شورای امنیت سازمان ملل متحد که در تاریخ ۰۱ آوریل ۱۹۶۰ تصویب شد، سندی بین‌المللی دربارهٔ سؤال مربوط به اوضاع در اتحادیه آفریقای جنوبی است. این قطعنامه طی نشست ۸۵۶ام با ۹ موافق، ۰ مخالف و ۲ ممتنع تصویب شد.